# Anthaxia virescens
Anthaxia virescens es una especie de escarabajo del género Anthaxia, familia Buprestidae. Fue descrita científicamente por Kerremans en 1893.

## Distribución
Habita en el Neártico, Neotrópico, región indomalaya, Paleártico y región afrotropical.